# Арвиль, Клод де
Клод де Арвиль (фр. Claude de Harville; ок. 1555 — 21 января 1636), сеньор де Палезо, барон де Ненвиль — французский государственный деятель.

## Биография
Сын Эспри де Арвиля, сеньора де Палезо, и Катрин де Леви.
Государственный советник, капитан пятидесяти тяжеловооруженных всадников, штатный дворянин Палаты короля, губернатор Компьена и Кале, вице-адмирал Франции.
5 января 1597 был пожалован в рыцари орденов короля.
Часто упоминается в реляциях об осадах и сражениях своего времени, но при этом его имя никогда не связано с какой-либо отдельной примечательной акцией; Пуллен де Сен-Фуа по этому поводу замечает, что «иногда недостаточно мужества и сильного желания отличиться, и чтобы найти к тому возможности нужны еще удача и случай».
Клод де Арвиль, по-видимому, был очень предан памяти Генриха III и напоминал его преемнику о необходимости перезахоронить последнего Валуа, погребенного в Компьене, в фамильной часовне в аббатстве Сен-Дени. Генрих IV, несмотря на неоднократные напоминания, так этого и не сделал, и Мезере в своей «Истории матери и сына» пишет, что Бурбоном руководило суеверие: якобы, ему предсказали, что, перезахоронив останки своего предшественника, он вскоре сам упокоится в том же аббатстве. Став регентом, Мария Медичи немедленно распорядилась перевезти тело Генриха III в Сен-Дени, где этот король и был погребен 23 июня 1610, через восемь дней после своего преемника.

## Семья
Жена: Катрин Жювеналь дез Юрсен (ок. 1560 — ранее 1589), дочь Кристофа Жювеналя дез Юрсена, маркиза де Тренеля, и Мадлен де Люксембург
Дети:
- Кристоф (ум. юным)
- Луи (ум. юным)
- Антуан, маркиз де Палезо, губернатор Кале. Жена (27.07.1628): Изабель Фавье дю Буле (ум. 16.05.1667)